# Herb gminy Zbiczno
Herb gminy Zbiczno – jeden z symboli gminy Zbiczno, ustanowiony 20 listopada 1995. Jego autorem jest Ryszard Wojtkiewicz.

## Wygląd i symbolika
Herb przedstawia na tarczy postać białego orła, stojącego na żółtej podstawie, z głową skierowaną w lewą stronę. Tło stanowią pasy o kolorach: żółtym (symbol rolniczego charakteru gminy), zielonym (liczne lasy), białym (czystość ekologiczna) oraz niebieskim (kojarzonym z wodą i czystym niebem) o różnych proporcjach. 